# Jay Chou által írt dalok listája
Jay Chou tajvani mandopop előadó és zeneszerző által írt dalok listája időrendi sorrendben. A listában a más előadók számára írt dalok is szerepelnek. A lista csak a hivatalosan megjelent dalokat tartalmazza.
Jay Chou 2020 decemberével bezárólag összesen 302 dalt írt.

## 1998
| Dal címe                                                                                | Előadó   | Album                                                                   |
| --------------------------------------------------------------------------------------- | -------- | ----------------------------------------------------------------------- |
| 三瞑三日 (Szan ming szan ri (San ming san ri)                                           | Jacky Wu | 吳宗憲的台語歌 (Vu cung hszian tö taj jü ko (Wu zong xian de tai yu ge) |
| 大聲說出内心的話 (Taj seng suo csu nej hszin tö hua (Dai sheng shuo chu nei xin de hua) | Jacky Wu | 吳宗憲的台語歌 (Vu cung hszian tö taj jü ko (Wu zong xian de tai yu ge) |
| 唱歌的人尚快樂 (Csang ko tö zsen sang kuaj lö (Chang ge de ren shang kuai le)           | Jacky Wu | 吳宗憲的台語歌 (Vu cung hszian tö taj jü ko (Wu zong xian de tai yu ge) |
| 容易破碎的心 (Zsung ji po szuj tö hszin (Rong yi po sui de xin)                         | Jacky Wu | 吳宗憲的台語歌 (Vu cung hszian tö taj jü ko (Wu zong xian de tai yu ge) |
| 相思是啥密 (Hsziang szi si sa mi (Xiang si shi sha mi)                                  | Jacky Wu | 吳宗憲的台語歌 (Vu cung hszian tö taj jü ko (Wu zong xian de tai yu ge) |
| 哈啦 (Ha la)                                                                            | S.B.D.W. | 世界末日 (Si csie mo ri (Shi jie mo ri)                                 |
| 野孩子 (Je hajce (Ye haizi)                                                             | S.B.D.W. | 世界末日 (Si csie mo ri (Shi jie mo ri)                                 |
| 你走 (Ni cou (Ni zou)                                                                   | S.B.D.W. | 世界末日 (Si csie mo ri (Shi jie mo ri)                                 |
| 世界末日 (Si csie mo ri (Shi jie mo ri)                                                 | S.B.D.W. | 世界末日 (Si csie mo ri (Shi jie mo ri)                                 |

## 1999
| Dal címe                                                         | Előadó                   | Album                                                                                   |
| ---------------------------------------------------------------- | ------------------------ | --------------------------------------------------------------------------------------- |
| 落雨聲 (Luo jü seng (Luo yu sheng)                               | Judy Chiang              | 半醉半清醒 (Pan cuj pan csing hszing (Ban zui ban qing xing)                            |
| 平衡點 (Ping heng tien (Ping heng dian)                          | Jacky Wu                 | 你比從前快樂 (Ni pi cung csien kuaj lö (Ni bi cong qian kuai le)                        |
| 屋頂 (Vu ting (Wu ding)                                          | Jacky Wu                 | 你比從前快樂 (Ni pi cung csien kuaj lö (Ni bi cong qian kuai le)                        |
| 你比從前快樂 (Ni pi cung csien kuaj lö (Ni bi cong qian kuai le) | Jacky Wu                 | 你比從前快樂 (Ni pi cung csien kuaj lö (Ni bi cong qian kuai le)                        |
| 傷心的樹 (Sang hszin tö su (Shang xin de shu)                    | Jacky Wu                 | 你比從前快樂 (Ni pi cung csien kuaj lö (Ni bi cong qian kuai le))hu tong li you zhi mao |
| 放我一個人 (Fang vo ji ko zsen (Fang wo yi ge ren)               | Jacky Wu                 | 你比從前快樂 (Ni pi cung csien kuaj lö (Ni bi cong qian kuai le)                        |
| 愛情俘虜 (Aj csing fu lu (Ai qing fu lu)                         | Billie Wong              | 傻瓜就是我 (Sa kua csiu si vo (Sha gua jiu shi wo)                                      |
| 催淚 (Cuj lej (Cui lei)                                          | Kan Kan                  | 催淚 (Cuj lej (Cui lei)                                                                 |
| 離開你不得已 (Li kaj ni pu tö ji (Li kai ni bu de yi)            | Kan Kan                  | 催淚 (Cuj lej (Cui lei)                                                                 |
| 電燈泡 (Tien teng pao (Dian deng pao)                            | Kan Kan                  | 電燈泡 (Tien teng pao (Dian deng pao)                                                   |
| 一天一天 (Ji tien ji tien (Yi tian yi tian)                      | Valen Hsu                | 真愛無敵 (Csen aj vu ti (Zhen ai wu di)                                                 |
| 蝸牛 (Kua niu (Gua niu)                                          | Valen Hsu                | 真愛無敵 (Csen aj vu ti (Zhen ai wu di)                                                 |
| 禁止悲傷 (Csin cse pej sang (Jin zhi bei shang)                  | Valen Hsu                | 真愛無敵 (Csen aj vu ti (Zhen ai wu di)                                                 |
| 姐你睡了嗎 (Csie ni suj lö ma (Jie ni shui le ma)                | Vivian Hsu               | 不敗的戀人 (Pu paj tö lien zsen (Bu bai de lian ren)                                    |
| 喜歡這樣子 (Hszi huan csö jang ce (Xi huan zhe yang zi)          | Landy Win                | 第六感 (Ti liu kan (Di liu gan)                                                         |
| 耳邊風 (Er pien feng (Er bian feng)                              | Landy Win                | 第六感 (Ti liu kan (Di liu gan)                                                         |
| 不告而別 (Pu kao er pie (Bu gao er bie)                          | Landy Win                | 第六感 (Ti liu kan (Di liu gan)                                                         |
| 胡同裡有隻貓 (Hu tung li ju cse mao (Hu tong li you zhi mao)     | Landy Win                | 第六感 (Ti liu kan (Di liu gan)                                                         |
| You Will Get My Heart                                            | Landy Win                | 第六感 (Ti liu kan (Di liu gan)                                                         |
| 重傷的汗水 (Csung sang tö han suj (Zhong shang de han shui)      | Power Station (動力火車) | 再見我的愛人 (Caj csien vo tö aj zsen (Zai jian wo de ai ren)                           |
| 不會哭的人 (Pu huj ku tö zsen (Bu hui ku de ren)                 | Power Station (動力火車) | 再見我的愛人 (Caj csien vo tö aj zsen (Zai jian wo de ai ren)                           |

## 2000

### Saját előadású dalok
| Dal címe                                                        | Album |
| --------------------------------------------------------------- | ----- |
| 可愛女人 (Ko aj nu zsen (Kě Ài Nǚ Rén)                          | Jay   |
| 完美主義 (Van mej csu ji (Wán Měi Zhǔ Yì)                       | Jay   |
| 星晴 (Hszing csing (Xīng Qíng)                                  | Jay   |
| 娘子 (Niang ce (Niáng Zǐ)                                       | Jay   |
| 鬥牛 (Tou niu (Dòu Niú)                                         | Jay   |
| 黑色幽默 (Hej szö ju ma (Hēi Sè Yōu Mò)                         | Jay   |
| 伊斯坦堡 (Ji sze tan pao (Yī Sī Tǎn Bǎo)                        | Jay   |
| 印地安老斑鳩 (Jin ti an lao pan csiu (Yìn Dì Ān Lǎo Bān Jiū)    | Jay   |
| 龍捲風 (Lung csüan feng (Lóng Juǎn Fēng)                        | Jay   |
| 反方向的鐘 (Fan fang hsziang tö csung (Fān Fāng Xiàng De Zhōng) | Jay   |

### Más előadóknak írt dalok
| Dal címe                                                        | Előadó                   | Album                                                                    |
| --------------------------------------------------------------- | ------------------------ | ------------------------------------------------------------------------ |
| 耍花樣 (Sua hua jang (Shua hua yang)                            | Jacky Wu                 | 脫離軌道 (Tuo li kuj tao (Tuo li gui dao)                                |
| 脫離軌道 (Tuo li kuj tao (Tuo li gui dao)                       | Jacky Wu                 | 脫離軌道 (Tuo li kuj tao (Tuo li gui dao)                                |
| 找快樂的人 (Csao kuaj lö tö zsen (Zhao kuai le de ren)          | Edmond Leung             | 蝴蝶來過這世界 (Hu tie laj kuo cse si csie (Hu die lai guo zhe shi jie)  |
| 我就是忘不掉 (Vo csiu si vang pu tiao (Wo jiu shi wang bu diao) | Edmond Leung             | 蝴蝶來過這世界 (Hu tie laj kuo cse si csie (Hu die lai guo zhe shi jie)  |
| 夜空的精靈 (Je kung tö csing ling (Ye kong de jing ling)        | Leo Ku                   | 尋寶(Hszün pao (Xun bao)                                                 |
| 出賣心碎 (Csu maj hszin szuj (Chu mai xin sui)                  | Dick & Cowboy (迪克牛仔) | 我這個你不愛的人 (Vo cse ko ni pu aj tö zsen (Wo zhe ge ni bu ai de ren) |
| 月光 (Jüe kuang (Yue guang)                                     | Chin Hsiu                | 錦繡三溫暖 (Csin hsziu szan ven nuan (Jin xiu san wen nuan)              |
| 打開愛 (Ta kaj aj (Da kai ai)                                   | Leehom Wang              | 不可能錯過你 (Pu ko neng cuo kuo ni (Bu ke neng cuo guo ni)              |
| La Musica                                                       | S.B.D.W.                 | Wanna Fly                                                                |
| 不是不想 (Pu si pu sang (Bu shi bu xiang)                       | S.B.D.W.                 | Wanna Fly                                                                |
| 溫柔壞男人 (Ven zsou huaj nan zsen (Wen rou huai nan ren)       | Blacky Ke                | 征服 (Cseng fu (Zheng fu)                                                |
| 迷宮 (Mi kung (Mi gong)                                         | Black Pearl (黑珍珠)     | 為你瘋狂 (Vej ni feng kuang (Wei ni feng kuang)                          |
| 快過期的草莓 (Kuaj kuo csi tö cao mej (Kuai guo qi de cao mei)  | Vivian Hsu               | 假扮的天使 (Csia pan tö tien si (Jia ban de tian shi)                    |

## 2001

### Saját előadású dalok
| Dal címe                                                 | Album                   |
| -------------------------------------------------------- | ----------------------- |
| 愛在西元前 (Aj caj hszi jüan csien (Ài Zài Xī Yuán Qián) | Fan tö hszi (Fan de xi) |
| 爸，我回來了 (Pa, vo huj laj lö (Bà, Wǒ Huí Lái Le)      | Fan tö hszi (Fan de xi) |
| 簡單愛 (Csien tan aj (Jiǎn Dān Ài)                       | Fan tö hszi (Fan de xi) |
| 忍者 (Zsen csö (Rěn Zhě)                                 | Fan tö hszi (Fan de xi) |
| 開不了口 (Kaj pu liao kou (Kāi Bù Liǎo Kǒu)              | Fan tö hszi (Fan de xi) |
| 上海一九四三 (Sanghaj 1943 (Shàng Hǎi 1943)              | Fan tö hszi (Fan de xi) |
| 對不起 (Tuj pu csi (Duì Bu Qǐ)                           | Fan tö hszi (Fan de xi) |
| 威廉古堡 (Vej-lien ku pao (Wēi Lián Gǔ Bǎo)              | Fan tö hszi (Fan de xi) |
| 雙截棍 (Suang csie kun (Shuāng Jié Gùn)                  | Fan tö hszi (Fan de xi) |
| 安靜 (An csing (Ān Jìng)                                 | Fan tö hszi (Fan de xi) |

### Más előadóknak írt dalok
| Dal címe                                                                                                | Előadó                 | Album                                         |
| --- | ---------------------- | --------------------------------------------- |
| 悲傷的斜對面 (Pej sang tö hszie tuj mien (Bei shang de xie dui mian)                                    | David Fang             | DEAR:呂方 (DEAR: Lü fang)                     |
| 抱一抱 (Pao ji pao (Bao yi bao)                                                                         | Jordan Chan            | 抱一抱 (Pao ji pao (Bao yi bao)               |
| 我愛的人 (Vo aj tö zsen (Wo ai de ren)                                                                  | Jordan Chan            | 抱一抱 (Pao ji pao (Bao yi bao)               |
| 二楞子 (Er leng ce (Er leng zi)                                                                         | Jordan Chan            | 抱一抱 (Pao ji pao (Bao yi bao)               |
| 犯賤 (Fan csien (Fan jian)                                                                              | Jordan Chan            | 抱一抱 (Pao ji pao (Bao yi bao)               |
| 一壺鄉愁 (Ji hu hsziang csou (Yi hu xiang chou)                                                         | Andy Lau               | 天開了 (Tien kaj lö (Tian kai le)             |
| 北斗星 (Pej tou hszing (Bei dou xing)                                                                   | Landy Win              | 有點野 (Ju tien je (You dian ye)              |
| 動心 (Tung hszin (Dong xin)                                                                             | Landy Win              | 有點野 (Ju tien je (You dian ye)              |
| 屋頂 (Vu ting (Wu ding)                                                                                 | Landy Win              | 有點野 (Ju tien je (You dian ye)              |
| 眼淚知道 (Jen lej cse tao (Yan lei zhi dao)                                                             | Landy Win              | 有點野 (Ju tien je (You dian ye)              |
| 命中註定 (Ming csung csu ting (Ming zhong zhu ding)                                                     | 4 In Love              | 誰怕誰 (Sej pa sej (Shei pa shei)             |
| 你怎麼連話都說不清楚 (Ni cen mö lien hua tou suo pu csing csu (Ni zen me lian hua dou shuo bu qing chu) | Jolin Tsai             | Lucky Number                                  |
| 瞎了聾了 (Hszia lö lung le (Xia le long le)                                                             | Jacky Wu               | 永保安康 (Jung pao an kang (Yong bao an kang) |
| 算命 (Szuan miang (Suan ming)                                                                           | Jacky Cheung           | 熱 (Zsö (Re)                                  |
| 冤家 (Jüan csia (Yuan jia)                                                                              | Eason Chan             | 反正是我 (Fan cseng si vo (Fan zheng shi wo)  |
| 刀馬旦 (Tao ma tan (Dao ma dan)                                                                         | Coco Lee               | Promise                                       |
| 定時炸彈 (Ting si csa tan (Ding shi zha dan)                                                            | Kan Kan (康晉榮(康康)) | 圓夢 (Jüan meng (Yuan meng)                   |
| 電燈泡II (Tien teng pao II (Dian deng pao II)                                                           | Kan Kan                | 圓夢 (Jüan meng (Yuan meng)                   |
| 刀鋒邊緣 (Tao feng pien jüan (Dao feng bian yuan)                                                       | Kan Kan                | 圓夢 (Jüan meng (Yuan meng)                   |

## 2002

### Saját előadású dalok
| Dal címe                                                            | Album                |
| ------------------------------------------------------------------- | -------------------- |
| 半獸人 (Pan sou zsen (Bàn Shòu Rén)                                 | The Eight Dimensions |
| 半島鐵盒 (Pan tao tie ho (Bàn Dǎo Tiě Hé)                           | The Eight Dimensions |
| 暗號 (An hao)                                                       | The Eight Dimensions |
| 龍拳 (Lung csüan (Lóng Quán)                                        | The Eight Dimensions |
| 火車叨位去 (Huej csa do vej ki (Huei Cha Do Wei Ki)                 | The Eight Dimensions |
| 分裂 (Fen lie)                                                      | The Eight Dimensions |
| 爺爺泡的茶 (Je je pao tö csa (Yé Yé Pào De Chá)                     | The Eight Dimensions |
| 回到過去 (Huj tao kuo csü (Huí Dào Guò Qù)                          | The Eight Dimensions |
| 米蘭的小鐵匠 (Milan tö hsziao tie csiang (Mǐ Lán De Xiǎo Tiě Jiàng) | The Eight Dimensions |
| 最後的戰役 (Cuj hou tö csan ji (Zui hou de zhan yi)                 | The Eight Dimensions |

### Más előadóknak írt dalok
| Dal címe                                                    | Előadó                             | Album                                                              |
| ----------------------------------------------------------- | ---------------------------------- | ------------------------------------------------------------------ |
| 誰是白痴 (Sej si paj cse (Shei shi bai chi)                 | Billie Wong                        | 滑步向左 (Hua pu hsziang cuo (Hua bu xiang zuo)                    |
| 熱帶雨林 (Zsö taj jü lin (Re dai yu lin)                    | S.H.E.                             | 青春株式會社 (Csing csun csu si huj sö (Qing chun zhu shi hui she) |
| 六壯士 (Liu csuang si (Liu zhuang shi)                      | Jo Koo                             | 谷祖琳 (Ku Cu-lin (Gu Zu-lin)                                      |
| 兩個寂寞 (Liang ko csi mo (Liang ge ji mo)                  | Matilda Tao                        | 青春 (Csing csun (Qing chun)                                       |
| 重傷的汗水 (Csung sang tö han suj (Zhong shang de han shui) | Cheung Zhi Jia                     | It's My War                                                        |
| 流浪車票 (Liu lang csö piao (Liu lang che piao)             | Edison Chen                        | Break Through                                                      |
| 地獄天使 (Ti jü tien si (Di yu tian shi)                    | Landy Win                          | 藍色雨 (Lan szö jü (Lan se yu)                                     |
| 走 (Cou (Zou)                                               | Landy Win                          | 藍色雨 (Lan szö jü (Lan se yu)                                     |
| 定時炸彈 (Ting si csa tan (Ding shi zha dan)                | Landy Win                          | 藍色雨 (Lan szö jü (Lan se yu)                                     |
| 發燙 (Fa tang)                                              | Landy Win                          | 藍色雨 (Lan szö jü (Lan se yu)                                     |
| 騎士精神 (Csi si csing sen (Qi shi jing shen)               | Jolin Tsai                         | 看我72變 (Kan vo 72 pien (Kan wo 72 bian)                          |
| 說愛你 (Suo aj ni (Shuo ai ni)                              | Jolin Tsai                         | 看我72變 (Kan vo 72 pien (Kan wo 72 bian)                          |
| 布拉格廣場 (Pu la ko kuang csang (Bu la ge guang chang)     | Jolin Tsai                         | 看我72變 (Kan vo 72 pien (Kan wo 72 bian)                          |
| 站在你這邊 (Csan caj ni csö pien (Zhan zai ni zhe bian)     | Pan Will                           | 壁虎漫步 Pi hu man pu (Bi hu man bu)                               |
| 白色羽毛 (Paj szö jü mao (Bai se yu mao)                    | RuiEn                              | RuiEn (芮恩)                                                       |
| Girl Power                                                  | ID Ai (遊艾迪)                     | ID Power                                                           |
| 到底誰是伊 (Tao ti sej si ji (Dao di shei shi yi)           | Judy Chiang                        | 紅線 (Hung hszien (Hong xian)                                      |
| 二手煙 (Er sou jen (Er shou yan)                            | Jay Chou, Blackie Chan, Jason Tang | –                                                                  |

## 2003

### Saját előadású dalok
| Dal címe                                                      | Album                                                                 |
| ------------------------------------------------------------- | --------------------------------------------------------------------- |
| 以父之名 (Ji fu csö ming (Yǐ Fù Zhī Míng)                     | Je Huj-mej (Ye hui-mei)                                               |
| 懦夫 (No fu (Nuò Fū)                                          | Je Huj-mej (Ye hui-mei)                                               |
| 晴天 (Csing tien (Qíng Tiān)                                  | Je Huj-mej (Ye hui-mei)                                               |
| 三年二班 (Szan nien er pan (Sān Nián Èr Bān)                  | Je Huj-mej (Ye hui-mei)                                               |
| 東風破 (Tung feng po (Dōng Fēng Pò)                           | Je Huj-mej (Ye hui-mei)                                               |
| 妳聽得到 (Ni ting tö tao (Nǐ Tīng De Dào)                     | Je Huj-mej (Ye hui-mei)                                               |
| 同一種調調 (Tung ji csung tiao tiao (Tóng Yì Zhǒng Diào Diào) | Je Huj-mej (Ye hui-mei)                                               |
| 她的睫毛 (Ta tö csie mao (Tā De Jié Máo)                      | Je Huj-mej (Ye hui-mei)                                               |
| 愛情懸崖 (Aj csing hszüan ja (Ài Qíng Xuán Yá)                | Je Huj-mej (Ye hui-mei)                                               |
| 梯田 (Ti tien (Tī Tián)) Videórészlet                         | Je Huj-mej (Ye hui-mei)                                               |
| 雙刀 (Suang tao (Shuāng Dāo)                                  | Je Huj-mej (Ye hui-mei)                                               |
| 軌跡 (Kuj csi (Gui ji)                                        | 尋找周杰倫 EP (Hszün csao Csou Csie-lun EP (Xun zhao Zhou Jie-lun EP) |
| 斷了的弦 (Tuan lö tö hszien (Duan le de xian)                 | 尋找周杰倫 EP (Hszün csao Csou Csie-lun EP (Xun zhao Zhou Jie-lun EP) |

### Más előadóknak írt dalok
| Dal címe                                                | Előadó      | Album                              |
| ------------------------------------------------------- | ----------- | ---------------------------------- |
| 河濱公園 (Ho pin kung jüan (He bin gong yuan)           | S.H.E.      | Super Star                         |
| 一定要幸福 (Ji ting jao hszing fu (Yi ding yao xing fu) | Jordan Chan | 算你狠 (Szuan ni hen (Suan ni hen) |
| 獻世 (Hszien si (Xian shi)                              | Jordan Chan | 算你狠 (Szuan ni hen (Suan ni hen) |
| 黑雨 (Hej jü (Hei yu)                                   | Karen Mok   | X                                  |
| 退讓 (Tuj zsang (Tui rang)                              | A Du        | Hello                              |
| 面具 (Mien csü (Mian ju)                                | Vivian Hsu  | 我愛你x4 (Vo aj ni (Wo ai ni)x4)   |

## 2004

### Saját előadású dalok
| Dal címe                                         | Album                        |
| ------------------------------------------------ | ---------------------------- |
| 我的地盤 (Vo tö ti pan (Wǒ De Dì Pán)            | Csi li hsziang (Qī Lǐ Xiāng) |
| 七里香 (Csi li hsziang (Qī Lǐ Xiāng)             | Csi li hsziang (Qī Lǐ Xiāng) |
| 藉口 (Csie kou (Jiè Kǒu)                         | Csi li hsziang (Qī Lǐ Xiāng) |
| 外婆 (Vaj po (Wài Pó)                            | Csi li hsziang (Qī Lǐ Xiāng) |
| 將軍 (Csiang csun (Jiāng Jūn)                    | Csi li hsziang (Qī Lǐ Xiāng) |
| 擱淺 (Ko csien (Gē Qiǎn)                         | Csi li hsziang (Qī Lǐ Xiāng) |
| 亂舞春秋 (Luan vu csun csiu (Luàn Wǔ Chūn Qiū)   | Csi li hsziang (Qī Lǐ Xiāng) |
| 困獸之鬥 (Kun sou cse tou (Kùn Shòu Zhī Dòu)     | Csi li hsziang (Qī Lǐ Xiāng) |
| 園遊會 (Jüan ju huj (Yuán Yóu Huì)               | Csi li hsziang (Qī Lǐ Xiāng) |
| 止戰之殤 (Cse csan cse sang (Zhǐ Zhàn Zhī Shāng) | Csi li hsziang (Qī Lǐ Xiāng) |

### Más előadóknak írt dalok
| Dal címe                                                        | Előadó                         | Album                                                                         |
| --------------------------------------------------------------- | ------------------------------ | ----------------------------------------------------------------------------- |
| 情畫 (Csing hua (Qing hua)                                      | Will Liu                       | 彩虹天堂 (Caj hung tien tang (Cai hong tian tang)                             |
| 海盜(Haj tao (Hai dao)                                          | Jolin Tsai                     | Castle                                                                        |
| 就是愛 (Csiu si aj (Jiu shi ai)                                 | Jolin Tsai                     | Castle                                                                        |
| 倒帶 (Tao taj (Dao dai)                                         | Jolin Tsai                     | Castle                                                                        |
| 戰爭 (Csing csang (Jin jang)                                    | Edison Chen                    | Please Steal This Album                                                       |
| 瓦解 (Va csie (Wa jie)                                          | Nan csüan mama (Nan Quan Mama) | Nan Quan Mama's Summer                                                        |
| 祝我生日快樂 (Csu vo seng zsi kuaj lö (Zhu wo sheng ri kuai le) | Landy Win                      | 溫式效應 (Ven si hsziao jing (Wen shi xiao ying)                              |
| 夏天的風 (Hszia tien tö feng (Xia tian de feng)                 | Landy Win                      | 溫式效應 (Ven si hsziao jing (Wen shi xiao ying)                              |
| 候鳥 (Hou niao)                                                 | S.H.E.                         | Encore!                                                                       |
| 雲淡風輕 (Jün tan feng csing (Yun dan feng qing)                | Li Wei                         | 極速傳說片尾曲 (Csi szu csuan suo pien vej csü (Ji su chuan shuo pian wei qu) |

## 2005

### Saját előadású dalok
| Dal címe                                      | Album             |
| --------------------------------------------- | ----------------- |
| 夜曲 (Je csü (Yè Qǔ)                          | November's Chopin |
| 藍色風暴 (Lan szö feng pao (Lán Sè Fēng Bào)  | November's Chopin |
| 髮如雪 (Fa zsu hszüe (Fà Rú Xuě)              | November's Chopin |
| 黑色毛衣 (Hej szö mao ji (Hēi Sè Máo Yī)      | November's Chopin |
| 四面楚歌 (Szi mian csu ko (Sì Miàn Chǔ Gē)    | November's Chopin |
| 楓 (Feng)                                     | November's Chopin |
| 浪漫手機 (Lang man sou csi (Làng Màn Shǒu Jī) | November's Chopin |
| 逆鳞 (Ni lin (Nì Lín)                         | November's Chopin |
| 麥芽糖 (Maj ja tang (Mài Yá Táng)             | November's Chopin |
| 珊瑚海 (San hu haj (Shān Hú Hǎi)              | November's Chopin |
| 飄移 (Piao ji (Piāo Yí)                       | November's Chopin |
| 一路向北 (Ji lu hsziang pej (Yī Lù Xiàng Běi) | November's Chopin |

### Más előadóknak írt dalok
| Dal címe                                                          | Előadó      | Album                                             |
| ----------------------------------------------------------------- | ----------- | ------------------------------------------------- |
| 心動心痛 (Hszin tung hszin tung (Xin dong xin tong)               | Will Liu    | 彩虹天堂 (Caj hung tien tang (Cai hong tian tang) |
| 失落的入場券 (Si lo tö zsu csang csüan (Shi luo de ru chang quan) | Will Liu    | 彩虹天堂 (Caj hung tien tang (Cai hong tian tang) |
| 西域傳奇 (Hszi jü csuan csi (Xi yu zhuan ji)                      | Will Liu    | 彩虹天堂 (Caj hung tien tang (Cai hong tian tang) |
| 心靈交戰 (Hszin ling csiao csan (Xin ling jiao zhan)              | Will Liu    | 彩虹天堂 (Caj hung tien tang (Cai hong tian tang) |
| 直到最後 (Cse tao cuj hou (Zhi dao zui hou)                       | Will Liu    | 彩虹天堂 (Caj hung tien tang (Cai hong tian tang) |
| 愛作夢的魚 (Aj cuo meng tö jü (Ai zuo meng de yu)                 | Judy Chiang | 愛作夢的魚 (Aj cuo meng tö jü (Ai zuo meng de yu) |
| 自我催眠 (Ce vo cuj mien (Zi wo cui mian)                         | Show Luo    | 催眠SHOW (Cuj mien (Cui mian) Show)               |

## 2006

### Saját előadású dalok
| Dal címe                                           | Album                                   |
| -------------------------------------------------- | --------------------------------------- |
| 夜的第七章 (Je tö ti csi csang (Yè Dè Dì Qī Zhāng) | Still Fantasy                           |
| 聽媽媽的話 (Ting ma ma tö hua (Tīng Mā Mā Dè Huà)  | Still Fantasy                           |
| 千里之外 (Csien li csi vaj (Qiān Lǐ Zhī Wài)       | Still Fantasy                           |
| 本草綱目 (Pencao Kangmu (Běn Cǎo Gāng Mù)          | Still Fantasy                           |
| 退後 (Tuj hou (Tuì Hòu)                            | Still Fantasy                           |
| 紅模仿 (Hung mo fang (Hóng Mó Fǎng)                | Still Fantasy                           |
| 心雨 (Hszin jü (Xīn Yǔ)                            | Still Fantasy                           |
| 白色風車 (Paj szö feng cse (Bái Sè Fēng Chē)       | Still Fantasy                           |
| 迷迭香 (Mi tie hsziang (Mí Dié Xiāng)              | Still Fantasy                           |
| 菊花台 (Csü hua taj (Jú Huā Tái)                   | Still Fantasy                           |
| 霍元甲 (Huo Jüan-csia (Huo Yuan-jia)               | 霍元甲 (Huo Jüan-csia (Huo Yuan-jia)    |
| 黃金甲 (Huang csin csia (Huang jin jia)            | 黃金甲 (Huang csin csia (Huang jin jia) |

### Más előadóknak írt dalok
| Dal címe                                                           | Előadó        | Album                                                       |
| ------------------------------------------------------------------ | ------------- | ----------------------------------------------------------- |
| 念奴嬌 (Nien nu csiao (Nian nu jiao)                               | Annie Yi      | Princess A                                                  |
| 時尚工業 (Si sang kung je (Shi shang gong ye)                      | Sien          | 璽出望外 (Hszi csu vang vaj (Xi chu wang wai)               |
| 詩水蛇山神廟 (Si suj sö san sen miao (Shi shui she shan shen miao) | Evonne Hsu    | 謎 (Mi)                                                     |
| 失憶 (Si ji (Shi yi)                                               | Jasmine Leong | 親親 (Csin csin (Qin qin)                                   |
| 愛情 (Aj csing (Ai qing)                                           | Aaron Kwok    | My Nation                                                   |
| 美人魚 (Mej zsen jü (Mei ren yu)                                   | Vivian Hsu    | Vivi And                                                    |
| 給自己的情歌 (Kej ce csi tö csing ko (Gei zi ji de qing ge)        | Gigi Leung    | 成長的短髮 (Cseng csang tö tuan fa (Cheng zhang de duan fa) |
| 觸電 (Csu tien (Chu dian)                                          | S.H.E.        | S.H.E Forever                                               |
| 天下大同 (Tien hszia ta tung (Tian xia da tong)                    | Karen Mok     | 如果沒有你 (Zsu kuo mej ju ni (Ru guo mei you ni)           |
| 眾生緣 (Csung seng jüan (Zhong sheng yuan)                         | Karen Mok     | 如果沒有你 (Zsu kuo mej ju ni (Ru guo mei you ni)           |

## 2007

### Saját előadású dalok
| Dal címe                                                          | Album      |
| ----------------------------------------------------------------- | ---------- |
| 牛仔很忙 (Niu caj hen mang (Niú Zǎi Hěn Máng)                     | On the Run |
| 彩虹 (Caj hung (Cǎi Hóng)                                         | On the Run |
| 青花瓷 (Csing hua ce (Qīng Huā Cí)                                | On the Run |
| 陽光宅男 (Jang kuang csaj nan (Yáng Guāng Zhái Nán)               | On the Run |
| 蒲公英的約定 (Pu kung jing tö jüe ting (Pú Gōng Yīng Dè Yuē Dìng) | On the Run |
| 無雙 (Vu suang (Wú Shuāng)                                        | On the Run |
| 我不配 (Vo pu pej (Wǒ Bú Pèi)                                     | On the Run |
| 扯 (Csö (Chě)                                                     | On the Run |
| 甜甜的 (Tien tien tö (Tián Tián De)                               | On the Run |
| 最長的電影 (Cuj csang tö tien jing (Zuì Cháng De Diàn Yǐng)       | On the Run |
| 不能說的秘密 (Pu neng suo tö mi mi (Bu neng shuo de mi mi)        | Secret OST |

### Más előadóknak írt dalok
| Dal címe                                                                        | Előadó                           | Album                                            |
| ------------------------------------------------------------------------------- | -------------------------------- | ------------------------------------------------ |
| 連帶關系 (Lien taj kuan hszi (Lian dai guan xi)                                 | Twins                            | 桐話妍語 (Tung hua Jen jü (Tong hua Yan yu)      |
| 親愛的,那不是愛情 (Csin aj tö, na pu si aj csing (Qin ai de, na bu shi ai qing) | Angela Chang                     | Ang 5.0                                          |
| 手寫愛 (Sou hszie aj (Shou xie ai)                                              | Valen Hsu                        | 北緯66度 (Pej vej 66 tu (Bei wei 66 du)          |
| 我不是F4 (Vo pu si F4 (Wo bi shi F4)                                            | Vic Zhou                         | 我不是F4 (Vo pu si F4 (Wo bi shi F4)             |
| 晴天娃娃 (Csing tien va va (Qing tian wa wa)                                    | Csiang Jü-csen (Jiang Yu Chen)   | Secret OST                                       |
| 女孩別為我哭泣 (Nü haj pie vej vo ku csi (Nü hai bie wei wo ku qi)              | Huang Csün-lang (Huang Jun Lang) | Secret OST                                       |
| 如果你也聽說 (Zsu kuo ni je ting suo (Ru guo ni ye ting shuo)                   | A-mei                            | Star                                             |
| 小小 (Hsziao hsziao (Xiao xiao)                                                 | Joey Yung                        | 小小 (Hsziao hsziao (Xiao xiao)                  |
| 淘汰 (Tao taj (Tao tai)                                                         | Eason Chan                       | 認了吧 Zsen lö pa (Ren le ba)                    |
| 魔鬼的情詩 (Mo kuj tö csing si (Mo gui de qing shi)                             | Kenny Bee                        | 濤出生天 (Tao csu seng tien (Tao chu sheng tian) |

## 2008

### Saját előadású dalok
| Dal címe                                                                       | Album                   |
| ------------------------------------------------------------------------------ | ----------------------- |
| 龍戰騎士 (Lung csan cse si (Lóng Zhàn Qí Shì)                                  | Mo csie co (Mo jie zuo) |
| 給我一首歌的時間 (Kej vo ji sou ko tö si csien (Gěi Wǒ Yì Shǒu Gē Dè Shí Jiān) | Mo csie co (Mo jie zuo) |
| 蛇舞 (Sö vu (Shé Wŭ)                                                           | Mo csie co (Mo jie zuo) |
| 花海 (Hua haj (Huā Hăi)                                                        | Mo csie co (Mo jie zuo) |
| 魔術先生 Mo su hszian seng (Mó Shù Xiān Shèng)                                 | Mo csie co (Mo jie zuo) |
| 說好的幸福呢 (Suo hao tö hszing fu nö (Shuō Hăo Dè Xìng Fú Nē)                 | Mo csie co (Mo jie zuo) |
| 蘭亭序 (Lan tin hszü (Lán Tīng Xù)                                             | Mo csie co (Mo jie zuo) |
| 流浪詩人 (Liu lang si zsen (Líu Làng Shī Rén)                                  | Mo csie co (Mo jie zuo) |
| 時光機 (Si kuang csi (Shí Guāng Jī)                                            | Mo csie co (Mo jie zuo) |
| 喬克叔叔 (Csiao ko su su (Qiáo Kè Shū Shū)                                     | Mo csie co (Mo jie zuo) |
| 稻香 (Tao hsziang (Dào Xiāng)                                                  | Mo csie co (Mo jie zuo) |
| 周大侠 (Csou ta hszia (Zhōu dà xiá)                                            | Kung Fu Dunk OST        |
| 千山萬水 (Csien san van suj (Qian Shan Wan Shui)                               | –                       |

### Más előadóknak írt dalok
| Dal címe                                       | Előadó        | Album                                          |
| ---------------------------------------------- | ------------- | ---------------------------------------------- |
| 浪漫愛 (Lang man aj (Lang man ai)              | Jessie Chiang | 晴天娃娃 (Csing tien va va (Qing tian wa wa)   |
| 我的主題曲 (Vo tö csu ti csü (Wo de zhu ti qu) | Jessie Chiang | 晴天娃娃 (Csing tien va va (Qing tian wa wa)   |
| 安靜了 (An csing lö (An jing le)               | S.H.E.        | FM S.H.E.                                      |
| 妳不像她 (Ni pu hsziang ta (Ni bu xiang ta)    | Nan Quan Mama | 南搞小孩 Nan kao hsziao haj (Nán gǎo xiǎo hái) |

## 2009
2009-ben Chounak nem jelent meg saját albuma.
| Dal címe                                                   | Előadó                      | Album                                  |
| ---------------------------------------------------------- | --------------------------- | -------------------------------------- |
| 寂寞河流 (Csi mo ho liu (Ji mo he liu)                     | Vang Lan-fej (Wang Lan Fei) | 寂寞河流 (Csi mo ho liu (Ji mo he liu) |
| 一路上小心 (Ji lu sang hsziao hszin (Yi lu shang xiao xin) | Jacky Wu                    | –                                      |

## 2010

### Saját előadású dalok
| Dal címe                                                                         | Album                    |
| -------------------------------------------------------------------------------- | ------------------------ |
| 跨時代 (Kua si taj (Kuà Shí Daì)                                                 | Kua si taj (Kuà Shí Daì) |
| 說了再見 (Suo lö caj csien (Shuō Le Zaì Jiàn)                                    | Kua si taj (Kuà Shí Daì) |
| 煙花易冷 (Jan hua ji leng (Yān Huā Yì Lěng)                                      | Kua si taj (Kuà Shí Daì) |
| 免費教學錄影帶 (Mien fej csiao hszüe lu jong taj (Miǎn Feì Jiāo Xué Lù Yīng Dài) | Kua si taj (Kuà Shí Daì) |
| 好久不見 (Hao csiu pu csien (Hǎo Jǐu Bù Jiàn)                                    | Kua si taj (Kuà Shí Daì) |
| 雨下一整晚 (Jü hszia ji cseng (Yǔ Xià Yī Zhéng Wǎn)                              | Kua si taj (Kuà Shí Daì) |
| 嘻哈空姐 (Hszi ha kung csie (Xī Hā Kōng Jiě)                                     | Kua si taj (Kuà Shí Daì) |
| 我落淚，情緒零碎 (Vo lo lej, csing hszü ling szu (Wǒ Luò Leì, Qíng Xù Líng Su)   | Kua si taj (Kuà Shí Daì) |
| 愛的飛行日記 (Aj tö fej hszing zsi csi (Aì De Fēi Xíng Rì Jì)                    | Kua si taj (Kuà Shí Daì) |
| 自導自演 (Ce tao ce jen (Zì Dǎo Zì Yǎn)                                          | Kua si taj (Kuà Shí Daì) |
| 超人不會飛 (Csao zsen pu huj fej (Chāo Rén Bù Hùi Fēi)                           | Kua si taj (Kuà Shí Daì) |

### Más előadóknak írt dalok
| Dal címe                                                       | Előadó                               | Album                                             |
| -------------------------------------------------------------- | ------------------------------------ | ------------------------------------------------- |
| 黃浦江聲 (Huang pi csiang seng (Huang pu jiang sheng)          | 宋祖英 (Szung Cu-jing (Song Zu Ying) | –                                                 |
| 想你就寫信 (Hsziang ni csiu hszie hszin (Xiang ni jiu xie xin) | The Drifters                         | 浪花兄弟 (Lang hua hsziung ti (Lang hua xiong di) |

## 2011

### Saját előadású dalok
| Dal címe                                                       | Album         |
| -------------------------------------------------------------- | ------------- |
| 天地一鬥 (Tienti ji tou (Tiāndì yī dòu)                        | –             |
| 驚嘆號 (Csing tan hao (Jīng Tàn Hào)                           | Csing tan hao |
| 迷魂曲 (Mi Hun Csü (Mí Hún Qǔ)                                 | Csing tan hao |
| Mine Mine                                                      | Csing tan hao |
| 公主病 (Kung csu ping (Gōng Zhǔ Bìng)                          | Csing tan hao |
| 你好嗎 (Ni hao ma (Nǐ Hǎo Ma)                                  | Csing tan hao |
| 療傷燒肉粽 (Liao sang sao zsou cong (Liáo Shāng Shāo Ròu Zòng) | Csing tan hao |
| 琴傷 (Csin sang (Qín Shāng)                                    | Csing tan hao |
| 水手怕水 (Sui sou pa sui (Shuǐ Shǒu Pà Shuǐ)                   | Csing tan hao |
| 世界未末日 (Si csie vej mo ri (Shì Jiè Wèi Mò Rì)              | Csing tan hao |
| 皮影戲 (Pi jing hszi (Pí Yǐng Xì)                              | Csing tan hao |
| 超跑女神 (Csao pao nü sen (Chāo Pǎo Nǚ Shén)                   | Csing tan hao |

### Más előadóknak írt dalok
| Dal címe                                                              | Előadó                  | Album                                                                 |
| --------------------------------------------------------------------- | ----------------------- | --------------------------------------------------------------------- |
| I Can Fly                                                             | Edison Chen             | Confusion                                                             |
| 幸福微甜 (Hszing fu vej tien (Xìng fú wēi tián)                       | Super Junior M          | 太完美 (Taj van mej (Tài wán měi)                                     |
| 冬天裡第二把火 (Tung tien li ti er pa huo (Dōng tiān lǐ dì èr bǎ huǒ) | Ko Csao-en (Ge Zhao-en) | 冬天裡第二把火 (Tung tien li ti er pa huo (Dōng tiān lǐ dì èr bǎ huǒ) |
| 永遠愛不完 (Jung jüan aj pu van (Yǒng yuǎn ài bù wán)                 | Aaron Kwok              | 永遠愛不完 (Jung jüan aj pu van (Yǒng yuǎn ài bù wán)                 |

## 2012

### Saját előadású dalok
| Dal címe                                                            | Album   |
| ------------------------------------------------------------------- | ------- |
| 紅塵客棧 (Hong csen ko csan (Hóng chén kè zhàn)                     | Opus 12 |
| 四季列車 (Szi csi lie csö (Sì Jì Liè Chē)                           | Opus 12 |
| 手語 (Sou jü (Shǒu Yǔ)                                              | Opus 12 |
| 公公偏頭痛 (Kung kung pien tou tung (Gōng Gōng Piān Tóu Tòng)       | Opus 12 |
| 明明就 (Ming ming csiu (Míng Míng Jiù)                              | Opus 12 |
| 傻笑 (Sa hsziao (Shǎ Xiào)                                          | Opus 12 |
| 比較大的大提琴 (Pi csiao ta tö ta ti csin (Bǐ Jiào Dà de Dà Tí Qín) | Opus 12 |
| 愛你沒差 (Aj ni mej csa (Ài Nǐ Méi Chà)                             | Opus 12 |
| 夢想啟動 (Meng hsziang csi tung (Mèng Xiǎng Qǐ Dòng)                | Opus 12 |
| 大笨鐘 (Ta pen csung (Dà Bèn Zhōng)                                 | Opus 12 |
| 哪裡都是你 (Na li tou si ni (Nǎ Lǐ Dōu Shì Nǐ)                      | Opus 12 |
| 烏克麗麗 (Vu ko li li (Wū Kè Lì Lì)                                 | Opus 12 |

### Más előadóknak írt dalok
| Dal címe                                                             | Előadó       | Album                                                      |
| -------------------------------------------------------------------- | ------------ | ---------------------------------------------------------- |
| 都要微笑好嗎? (Tou jao vej hsziao hao ma? (Dōu yào wēi xiào hǎo ma?) | Angelababy   | 第一次 (Ti ji ce (Dì yī cì)                                |
| 西遊釋厄傳Online (Hszi jou si ö csuan (Xi you shi e chuan)           | Edison Huang | 西遊釋厄傳Online (Hszi jou si ö csuan (Xi you shi e chuan) |
| 血滴子 (Hszüe ti ce (Xue di zi)                                      | Chris Lee    | The Guillotines OST                                        |

## 2013

### Más előadóknak írt dalok
| Dal címe                                                                       | Előadó    | Album                  |
| ------------------------------------------------------------------------------ | --------- | ---------------------- |
| 聽見下雨的聲音 (Ting csien hszia jü tö sengjin (Ting jian xia yu de sheng yin) | Queen Wei | Rhythm of the Rain OST |

## 2014

### Saját előadású dalok
| Dal címe                                                                       | Album                         |
| ------------------------------------------------------------------------------ | ----------------------------- |
| 陽明山 (Jangming san (Yáng Míng Shān)                                          | Aj-ju pu cu o (Ai-you bu cuo) |
| 竊愛 (Csie aj (Qiè Ài)                                                         | Aj-ju pu cu o (Ai-you bu cuo) |
| 算什麼男人 (Szuan senmö nanzsen (Suàn Shén Me Nán Rén)                         | Aj-ju pu cu o (Ai-you bu cuo) |
| 天涯過客 (Tien ja kuo ko (Tiān Yá Guò Kè)                                      | Aj-ju pu cu o (Ai-you bu cuo) |
| 怎麼了 (Cen mö lö (Zěn Me Le)                                                  | Aj-ju pu cu o (Ai-you bu cuo) |
| 一口氣全唸對 (Ji kou csi csüan nien tuj (Yì Kǒu Qì Quán Niàn Duì)              | Aj-ju pu cu o (Ai-you bu cuo) |
| 我要夏天 (Vo jao hsziatien (Wǒ Yào Xià Tiān)                                   | Aj-ju pu cu o (Ai-you bu cuo) |
| 手寫的從前 (Sou hszie tö cung csien (Shǒu Xiě De Cóng Qián)                    | Aj-ju pu cu o (Ai-you bu cuo) |
| 鞋子特大號 (Hszie ce tö ta hao (Xié Zi Tè Dà Hào)                              | Aj-ju pu cu o (Ai-you bu cuo) |
| 聽爸爸的話 (Ting papa tö hua (Tīng Bà Ba De Huà)                               | Aj-ju pu cu o (Ai-you bu cuo) |
| 美人魚 (Mej zsen jü (Měi Rén Yú)                                               | Aj-ju pu cu o (Ai-you bu cuo) |
| 聽見下雨的聲音 (Ting csien hszia jü tö sengjin (Tīng Jiàn Xià Yǔ Dè Shēng Yīn) | Aj-ju pu cu o (Ai-you bu cuo) |

### Más előadóknak írt dalok
| Dal címe                                  | Előadó                              | Album |
| ----------------------------------------- | ----------------------------------- | ----- |
| 漢服青史 (Hanfu csingsi (Han fu qing shi) | Csang Sze-sze (常思思, Chang Si-si) | n/a   |

## 2016

### Saját előadású dalok
| Dal címe                                             | Album                      |
| ---------------------------------------------------- | -------------------------- |
| 床邊故事 (Csuang pien kusi (Chuáng biān gùshì)       | Jay Chou’s Bedtime Stories |
| 說走就走 (Suo cou csiu cou (Shuō zǒu jiù zǒu)        | Jay Chou’s Bedtime Stories |
| 一點點 (Ji tien tien (Yī diǎn diǎn)                  | Jay Chou’s Bedtime Stories |
| 前世情人 (Csiensi csingzsen (Qiánshì qíngrén)        | Jay Chou’s Bedtime Stories |
| 英雄 (Jinghsziung (Yīngxióng)                        | Jay Chou’s Bedtime Stories |
| 不該 (Pu kaj (Bù gāi)                                | Jay Chou’s Bedtime Stories |
| 土耳其冰淇淋 (Tuercsi pingcsilin (Tǔ'ěrqí bīngqílín) | Jay Chou’s Bedtime Stories |
| 告白氣球 (Kaopaj csicsiu (Gàobái qìqiú)              | Jay Chou’s Bedtime Stories |
| Now You See Me                                       | Jay Chou’s Bedtime Stories |
| 愛情廢柴 (Ajcsing fej csaj (Àiqíng fèi chái)         | Jay Chou’s Bedtime Stories |

## 2018

### Saját előadású dalok
| Dal címe                                               | Album |
| ------------------------------------------------------ | ----- |
| 等你下课 (Teng ni hsziako (Děng nǐ xiàkè)              |       |
| 不愛我就拉倒 (Pu aj vo csiu latao (Bù ài wǒ jiù lādǎo) |       |

## 2019

### Saját előadású dalok
| Dal címe                                                                        | Album |
| ------------------------------------------------------------------------------- | ----- |
| 說好不哭 [Won't Cry] (Suo hao pu ku (Shuō hǎo bù kū)                            |       |
| 我是如此相信 [I Truly Believe] (Vo si zsuce hszianghszin (Wǒ shì rúcǐ xiāngxìn) |       |

## 2020

### Saját előadású dalok
| Dal címe | Album |
| -------- | ----- |
| Mojito   |       |

## 2022

### Saját előadású dalok
| Dal címe              | Album |
| --------------------- | ----- |
| Greatest Works Of Art |       |